# Campionati europei di nuoto 2002
La XXVIª edizione dei campionati europei di nuoto si è tenuta a Berlino dal 25 luglio al 4 agosto 2002.
Il programma si è arricchito di due gare rispetto al passato, con l'introduzione della 10 chilometri (maschile e femminile) nel nuoto di fondo, le cui competizioni si sono disputate a Potsdam.

I padroni di casa della Germania hanno conseguito il maggior numero di titoli continentali e di medaglie complessive, questo anche grazie al ritorno in vasca di Franziska van Almsick.

## Medagliere
| Posizione | Paese       |    |    |    | Totale |
| --------- | ----------- | -- | -- | -- | ------ |
| 1         | Germania    | 15 | 12 | 9  | 36     |
| 2         | Russia      | 11 | 7  | 8  | 26     |
| 3         | Italia      | 7  | 6  | 7  | 20     |
| 4         | Ucraina     | 6  | 5  | 6  | 17     |
| 5         | Svezia      | 4  | 3  | 4  | 11     |
| 6         | Paesi Bassi | 4  | 0  | 2  | 6      |
| 7         | Francia     | 2  | 3  | 4  | 9      |
| 8         | Polonia     | 2  | 1  | 1  | 4      |
| 9         | Finlandia   | 2  | 0  | 0  | 0      |
| 10        | Spagna      | 1  | 5  | 2  | 8      |
| 11        | Austria     | 1  | 2  | 1  | 4      |
| 12        | Slovacchia  | 1  | 2  | 0  | 3      |
| 13        | Croazia     | 1  | 0  | 2  | 3      |
| 14        | Ungheria    | 0  | 8  | 1  | 9      |
| 15        | Bielorussia | 0  | 1  | 6  | 7      |
| 16        | Romania     | 0  | 1  | 2  | 3      |
| 17        | Svizzera    | 0  | 1  | 0  | 1      |
| 18        | Grecia      | 0  | 0  | 1  | 1      |
| 18        | Slovenia    | 0  | 0  | 1  | 1      |
| Totale    | Totale      | 57 | 57 | 57 | 171    |

## Nuoto in acque libere

### Uomini
| Evento | Oro              | Perform.  | Argento          | Perform.  | Bronzo          | Perform.  |
| 5 km   | Luca Baldini     | 55'35"6   | Thomas Lurz      | 56'24"5   | Stefano Rubaudo | 56'26"9   |
| 10 km  | Vladimir Djatčin | 1h55'27"9 | Evgenij Koškarov | 1h55'29"9 | Luca Baldini    | 1h56'04"2 |
| 25 km  | Jurij Kudinov    | 5h09'47"4 | Gilles Rondy     | 5h18'02"0 | David Meca      | 5h18'27"1 |

### Donne
| Evento | Oro            | Perform.  | Argento         | Perform.  | Bronzo           | Perform.  |
| 5 km   | Viola Valli    | 1h00'25"9 | Hanna Miluska   | 1h00'27"3 | Nadine Pastor    | 1h00'28"3 |
| 10 km  | Edith van Dijk | 2h06'20"3 | Angela Maurer   | 2h06'22"5 | Britta Kamrau    | 2h06'22"7 |
| 25 km  | Edith van Dijk | 5h27'34"0 | Olesja Šalygina | 5h54'47"9 | Natal'ja Pankina | 5h34'51"4 |

## Nuoto

### Uomini
| Evento               | Oro                                                                                    | Perform. | Argento                                                            | Perform. | Bronzo                                                                             | Perform. |
| Stile libero         |                                                                                        |          |                                                                    |          |                                                                                    |          |
| 50 m                 | Bartosz Kizierowski                                                                    | 22"18    | Lorenzo Vismara                                                    | 22"26    | Oleksandr Volynec'                                                                 | 22"31    |
| 100 m                | Pieter van den Hoogenband                                                              | 47"86    | Aleksandr Popov                                                    | 48"94    | Duje Draganja                                                                      | 49"31    |
| 200 m                | Pieter van den Hoogenband                                                              | 1'44"89  | Emiliano Brembilla                                                 | 1'46"94  | Massimiliano Rosolino                                                              | 1'47"98  |
| 400 m                | Emiliano Brembilla                                                                     | 3'46"60  | Massimiliano Rosolino                                              | 3'48"70  | Dragoș Coman                                                                       | 3'48"78  |
| 1500 m               | Jurij Prilukov                                                                         | 15'03"88 | Christian Minotti                                                  | 15'04"16 | Ihor Červyns'kyj                                                                   | 15'07"65 |
| Dorso                |                                                                                        |          |                                                                    |          |                                                                                    |          |
| 50 m                 | Thomas Rupprath                                                                        | 25"05    | Stev Theloke                                                       | 25"12    | Bartosz Kizierowski                                                                | 25"82    |
| 100 m                | Stev Theloke                                                                           | 54"42    | Markus Rogan                                                       | 54"54    | Pierre Roger                                                                       | 54"89    |
| 200 m                | Gordan Kožulj                                                                          | 1'58"70  | Markus Rogan                                                       | 1'58"83  | Marko Strahija                                                                     | 1'58"89  |
| Rana                 |                                                                                        |          |                                                                    |          |                                                                                    |          |
| 50 m                 | Oleh Lisohor                                                                           | 27"18    | Mihály Flaskay                                                     | 27"51    | Károly Güttler                                                                     | 27"85    |
| 100 m                | Oleg Lisogor                                                                           | 1'00"29  | Roman Sludnov                                                      | 1'00"72  | Hugues Duboscq                                                                     | 1'01"04  |
| 200 m                | Davide Rummolo                                                                         | 2'11"37  | Yohann Bernard                                                     | 2'11"77  | Roman Sludnov                                                                      | 2'11"82  |
| Delfino              |                                                                                        |          |                                                                    |          |                                                                                    |          |
| 50 m                 | Jere Hård                                                                              | 23"50    | Thomas Rupprath                                                    | 23"78    | Lars Frölander                                                                     | 23"85    |
| 100 m                | Thomas Rupprath                                                                        | 51"94    | Andrij Serdinov                                                    | 52"17    | Denys Sylant'jev                                                                   | 52"36    |
| 200 m                | Franck Esposito                                                                        | 1'55"18  | Denys Sylant'jev                                                   | 1'55"42  | Anatolij Poljakov                                                                  | 1'55"62  |
| Misti                |                                                                                        |          |                                                                    |          |                                                                                    |          |
| 200 m                | Jani Sievinen                                                                          | 1'59"30  | Alessio Boggiatto                                                  | 1'59"83  | Markus Rogan                                                                       | 2'00"50  |
| 400 m                | Alessio Boggiatto                                                                      | 4'13"19  | István Batházi                                                     | 4'17"83  | Nicolas Rostoucher                                                                 | 4'19"19  |
| Staffette            |                                                                                        |          |                                                                    |          |                                                                                    |          |
| 4x100 m stile libero | Germania Lars Conrad Stefan Herbst Torsten Spanneberg Stephan Kunzelmann               | 3'17"67  | Svezia Erik la Fleur Stefan Nystrand Lars Frölander Mattias Ohlin  | 3'17"75  | Italia Lorenzo Vismara Christian Galenda Michele Scarica Simone Cercato            | 3'18"20  |
| 4x200 m stile libero | Italia Emiliano Brembilla Matteo Pelliciari Federico Cappellazzo Massimiliano Rosolino | 7'12"18  | Germania Moritz Zimmer Stefan Pohl Lars Conrad Stefan Herbst       | 7'17"59  | Grecia Athanasios Oikonomou Nikolaos Xylouris Ioannis Kokkodis Spyridōn Gianniōtīs | 7'20"67  |
| 4x100 m misti        | Russia Evgenij Alëšin Roman Sludnov Igor' Marčenko Aleksandr Popov                     | 3'36"21  | Francia Pierre Roger Hugues Duboscq Franck Esposito Romain Barnier | 3'36"55  | Germania Stev Theloke Jens Kruppa Thomas Rupprath Stefan Herbst                    | 3'37"05  |

### Donne
| Evento               | Oro                                                                           | Perform. | Argento                                                                         | Perform. | Bronzo                                                                          | Perform. |
| Stile libero         |                                                                               |          |                                                                                 |          |                                                                                 |          |
| 50 m                 | Therese Alshammar                                                             | 24"89    | Martina Moravcová                                                               | 25"04    | Aljaksandra Herasimenja                                                         | 25"24    |
| 100 m                | Franziska van Almsick                                                         | 54"39    | Martina Moravcová                                                               | 54"61    | Alena Popčanka                                                                  | 54"62    |
| 200 m                | Franziska van Almsick                                                         | 1'56"64  | Camelia Potec                                                                   | 1'57"80  | Alena Popčanka                                                                  | 1'57"91  |
| 400 m                | Jana Kločkova                                                                 | 4'07"10  | Éva Risztov                                                                     | 4'07"24  | Camelia Potec                                                                   | 4'09"49  |
| 800 m                | Jana Henke                                                                    | 8'23"83  | Éva Risztov                                                                     | 8'28"06  | Hannah Stockbauer                                                               | 8'30"97  |
| Dorso                |                                                                               |          |                                                                                 |          |                                                                                 |          |
| 50 m                 | Nina Živanevskaja                                                             | 28"58    | Sandra Völker                                                                   | 28"81    | Aljaksandra Herasimenja                                                         | 28"86    |
| 100 m                | Stanislava Komarova                                                           | 1'01"40  | Sandra Völker                                                                   | 1'01"42  | Antje Buschschulte                                                              | 1'01"56  |
| 200 m                | Stanislava Komarova                                                           | 2'09"49  | Nina Živanevskaja                                                               | 2'10"27  | Iryna Amšennikova                                                               | 2'11"59  |
| Rana                 |                                                                               |          |                                                                                 |          |                                                                                 |          |
| 50 m                 | Emma Igelström                                                                | 31"17    | Svitlana Bondarenko                                                             | 31"77    | Elena Bogomazova                                                                | 32"10    |
| 100 m                | Emma Igelström                                                                | 1'07"87  | Svitlana Bondarenko                                                             | 1'09"28  | Elena Bogomazova                                                                | 1'09"53  |
| 200 m                | Mirna Jukić                                                                   | 2'25"83  | Anne Poleska                                                                    | 2'27"37  | Emma Igelström                                                                  | 2'27"61  |
| Delfino              |                                                                               |          |                                                                                 |          |                                                                                 |          |
| 50 m                 | Anna-Karin Kammerling                                                         | 25"57    | Daniela Samulski                                                                | 26"86    | Chantal Groot                                                                   | 26"91    |
| 100 m                | Martina Moravcová                                                             | 57"20    | Otylia Jędrzejczak                                                              | 57"97    | Anna-Karin Kammerling                                                           | 58"94    |
| 200 m                | Otylia Jędrzejczak                                                            | 2'05"78  | Éva Risztov                                                                     | 2'08"24  | Annika Mehlhorn                                                                 | 2'09"27  |
| Misti                |                                                                               |          |                                                                                 |          |                                                                                 |          |
| 200 m                | Jana Kločkova                                                                 | 2'11"59  | Hanna Ščėrba                                                                    | 2'13"04  | Alenka Kejžar                                                                   | 2'14"24  |
| 400 m                | Jana Kločkova                                                                 | 4'35"10  | Éva Risztov                                                                     | 4'36"17  | Nicole Hetzer                                                                   | 4'42"22  |
| Staffette            |                                                                               |          |                                                                                 |          |                                                                                 |          |
| 4x100 m stile libero | Germania Katrin Meißner Petra Dallmann Sandra Völker Franziska van Almsick    | 3'36"00  | Svezia Josefin Lillhage Johanna Sjöberg Anna-Karin Kammerling Therese Alshammar | 3'40"66  | Paesi Bassi Manon van Rooijen Marleen Veldhuis Chantal Groot Wilma van Hofwegen | 3'41"98  |
| 4x200 m stile libero | Germania Petra Dallmann Alessa Ries Hannah Stockbauer Franziska van Almsick   | 7'59"07  | Spagna Laura Roca Melissa Caballero Erika Villaécija Tatiana Rouba              | 8'05"83  | Svezia Josefin Lillhage Johanna Sjöberg Lisa Wanberg Ida Mattson                | 8'08"46  |
| 4x100 m misti        | Germania Antje Buschschulte Simone Weiler Franziska van Almsick Sandra Völker | 4'01"54  | Svezia Therese Alshammar Emma Igelström Anna-Karin Kammerling Johanna Sjöberg   | 4'06"15  | Ucraina Iryna Amšennikova Svitlana Bondarenko Jana Kločkova Ol'ha Mukomol       | 4'06"22  |

## Tuffi

### Uomini
| Evento              | Oro                                    | Perform. | Argento                                   | Perform. | Bronzo                                          | Perform. |
| Tuffi individuali   |                                        |          |                                           |          |                                                 |          |
| Trampolino 1m       | Nicola Marconi                         | 390.81   | José Miguel Gil                           | 385.86   | Christian Löffler                               | 377.94   |
| Trampolino 3 m      | Dmitrij Sautin                         | 495.45   | Andreas Wels                              | 463.59   | Vasilij Lisovskij                               | 456.06   |
| Piattaforma 10 m    | Heiko Meyer                            | 492.39   | Imre Lengyel                              | 426.27   | Aljaksandr Varlamaŭ                             | 400.62   |
| Tuffi sincronizzati |                                        |          |                                           |          |                                                 |          |
| Trampolino 3 m      | Russia Dmitrij Bajbakov Dmitrij Sautin | 360.33   | Germania Tobias Schellenberg Andreas Wels | 350.25   | Italia Nicola Marconi Tommaso Marconi           | 330.51   |
| Piattaforma 10 m    | Ucraina Roman Volodkov Anton Zacharov  | 340.20   | Ungheria András Hajnal Imre Lengyel       | 315.06   | Bielorussia Andrėj Mamontov Aljaksandr Varlamaŭ | 300.36   |

### Donne
| Evento              | Oro                                     | Perform. | Argento                             | Perform. | Bronzo                                         | Perform. |
| Tuffi individuali   |                                         |          |                                     |          |                                                |          |
| Trampolino 1m       | Heike Fischer                           | 308.58   | Vera Il'ina                         | 307.53   | Natal'ja Umyskova                              | 285.03   |
| Trampolino 3 m      | Julija Pachalina                        | 329.94   | Ditte Kotzian                       | 319.08   | Conny Schmalfuss                               | 295.29   |
| Piattaforma 10 m    | Anke Piper                              | 337.05   | Tania Cagnotto                      | 331.32   | Ol'ha Leonova                                  | 321.93   |
| Tuffi sincronizzati |                                         |          |                                     |          |                                                |          |
| Trampolino 3 m      | Germania Ditte Kotzian Conny Schmalfuss | 308.76   | Russia Vera Il'ina Julija Pachalina | 302.64   | Italia Tania Cagnotto Maria Marconi            | 268.98   |
| Piattaforma 10 m    | Germania Annett Gamm Ditte Kotzian      | 309.78   | Ucraina Ol'ha Leonova Olena Župina  | 284.97   | Russia Evgenija Olševskaja Svetlana Timošinina | 283.02   |

## Nuoto sincronizzato
| Evento  | Oro                                            | Perform. | Argento                            | Perform. | Bronzo                              | Perform. |
| Solo    | Virginie Dedieu                                | 99.100   | Anastasija Davidova                | 97.900   | Gemma Mengual                       | 97.100   |
| Duo     | Russia Anastasija Davidova Anastasija Ermakova | 99.300   | Spagna Gemma Mengual Paola Tirados | 97.900   | Francia Virginie Dedieu Myriam Glez | 96.600   |
| Squadra | Russia                                         | 99.000   | Spagna                             | 98.100   | Italia                              | 96.400   |